# Dornach
Dornach é uma comuna do distrito de Dorneck, no cantão de Soleura, Suíça. Segundo censo de 2011, havia 6 362 residentes.